# Vaalbara

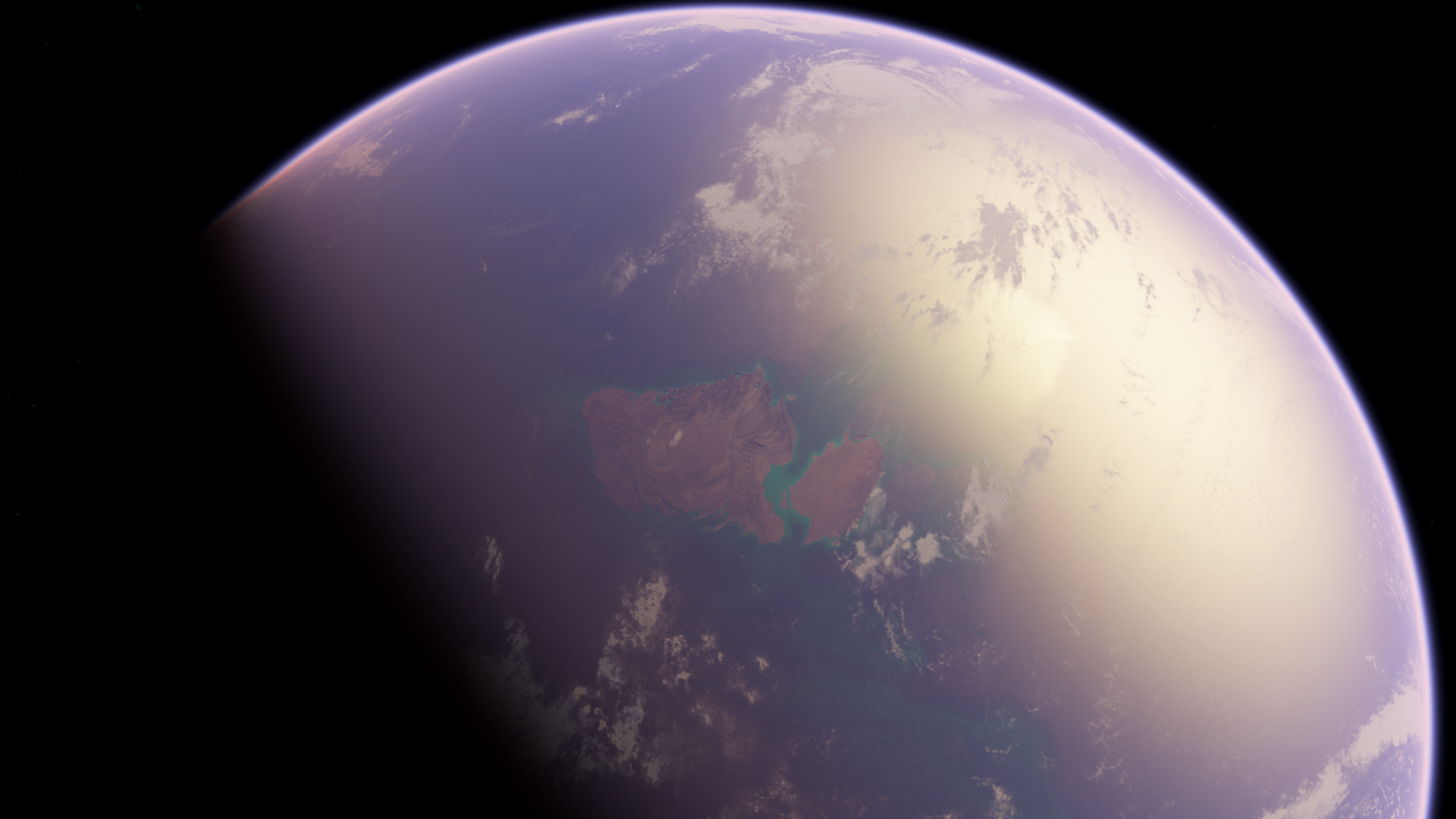
Voorstelling van het supercontinent Vaalbara, gezien vanuit de ruimte.

De naam Vaalbara wordt gegeven aan het veronderstelde eerste supercontinent van de Aarde. Uit radiometrische data van de kratonen waar Vaalbara uit bestond blijkt dat Vaalbara ongeveer 3,3 miljard jaar geleden (3.3 Ga) bestond, en misschien zelfs zoveel als 3.6 Ga. Het bewijs omvat onder andere geochronologische en paleomagnetische studies tussen twee uit het Archeïcum stammende kratonen, het Kaapvaalkraton (Zuid-Afrika) en het Pilbarakraton (West-Australië).
Verdere aanwijzingen volgen uit de grote gelijkenissen tussen de groensteengordels en gneiss belts van deze twee kratonen. Deze zelfde Archeïsche groensteengordels zijn nu te vinden over de rand van het Superiorkraton in Canada en zijn ook verspreid over kratonen die deel uitmaakten van de paleocontinenten Gondwana en Laurazië. De drift paden van het Kaapvaal- en Pilbarakraton geven verder bewijs dat ze ooit aaneengesloten waren.
Het is niet zeker wanneer Vaalbara uit elkaar begon te breken, maar geochronologisch en paleomagnetisch bewijsmateriaal laat zien dat de twee kratonen een scheiding van 30 lengtegraden hadden op 2.78 tot 2.77 Ga. Dit impliceert dat ze niet meer aaneengesloten waren na ca. 2.8 Ga.